# Río Luo
El río Luo (en chino, 洛河; pinyin, Luò Hé) es un río que discurre por el centro-oeste de República Popular de China, uno de los principales afluentes del río Amarillo. La longitud del río es de 420 kilómetros.

## Geografía
El río Luo nace en el flanco sureste de la montaña sagrada de Huashan (2200 m), en la provincia de Shaanxi, y fluye hacia el este en la provincia de Henan, donde finalmente se une al río Amarillo en la ciudad de Gongyi. 
Las principales ciudades o prefecturas ubicadas en el río son Lushi, Luoning, Yiyang, Luoyang, Yanshi y Gongyi. 
El principal afluente del Luo es el río Yi (China), de 368 km de longitud, que se le une en Yanshi.

## Historia
Aunque no es un río importante en muchos aspectos, fluye a través de una  zona de gran importancia arqueológica en la historia temprana de  China.  
Durante la era de la Tres Reinos, Cao Zhi escribió un famoso poema a la diosa del río Luo, como una expresión indirecta de amor por un difunto amante (según algunas denuncias, Zhen Luo).